# Hector Berlioz
Louis-Hector Berlioz (11. prosince 1803 La Côte-Saint-André (Isère) – 8. března 1869 Paříž) byl francouzský skladatel, spisovatel a hudební kritik.

## Život

### Dětství a mládí
Louis-Hector Berlioz se narodil v rodině relativně zámožného lékaře Louise Berlioze, od dětství byl rodiči připravován na dráhu lékaře. Záliba v hudbě mu v dětství byla tolerována jako koníček. Už v mládí vykazoval hudební talent, dokonce i komponoval, nedosáhl však ve svém raném období úrovně jiných hudebních géniů. Krátce navštěvoval latinský seminář, pak však jeho výuku převzal otec; při výuce latiny si už v dětství zamiloval Vergilia.
Ve svých 12 letech se beznadějně zamiloval do Estelle Dubœuf, později provdané Fornier, z nedalekého městečka Meylan, kterou nazýval Stella montis (horská hvězda).

### Studium a počátky hudební dráhy
Berlioz se původně podvolil přání rodičů a v roce 1821 se vydal studovat do Paříže medicínu. V Paříži se mu však otevřely nové obzory. Začal se zabývat výhradně hudbou a rychle prohluboval své, do té doby skromné znalosti. Mimo jiné se stal proslulý tím, že na koncertech zahrnoval urážkami dirigenty, kteří si dovolovali upravovat hudbu, kterou hráli. Od roku 1823 začal pod vedením Jean-Françoise Lesueura studovat kompozici na konzervatoři. Dalším jeho důležitým učitelem byl český skladatel Antonín Rejcha. V roce 1824 zkomponoval své první podstatnější dílo Messe solennelle („Slavnostní mše“), která byla dlouho považována za ztracenou, neboť sám Berlioz tvrdil, že ji zničil. V roce 1992 však byla znovu objevena.

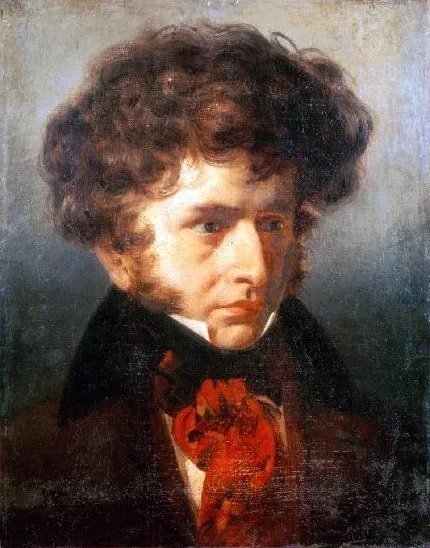
Portrét mladého Berlioze od Émila Signola, 1832

V Paříži Berlioz poznal rovněž dílo Williama Shakespeara, kterého po celý život zbožňoval, a také jedno z hlavních děl německého básníka Johanna Wolfganga Goethe, Faust. Během představení Shakespearova Hamleta se zamiloval do irské herečky Harriety Smithson v roli Ofélie, přestože hře, hrané anglicky, nerozuměl. Byl však tehdy odmítnut a jeho emocionální zmatek nalezl své vyústění v díle, jehož uvedení se považuje za začátek hudebního romantismu, ve Fantastické symfonii.

### Vrcholné tvůrčí období
Ignorován Harrietou navázal Berlioz vztah s klavíristkou Camille Mokeovou, ten však náhle skončil, když se Camille provdala za skladatele Ignáce Pleyela. Tehdy Berlioz pobýval na studijním pobytu v Římě. Když se z dopisu Camilliny matky dozvěděl o jejím sňatku, pojal plán, že Camille, její rodiče a nakonec sám sebe zastřelí. Na cestě do Francie však od tohoto zoufalého plánu upustil a ještě se vrátil zpět do Říma.
Během pobytu v Itálii uspokojoval Berlioz požadavky svých učitelů na konzervatoři tím, že jim pravidelně posílal střízlivější přepracování svých dřívějších prací, zatímco pracoval na partiturách, o nichž věděl, že se setkají s jejich nesouhlasem – předehrách Rob Roy a Le Roi Lear („Král Lear“ – podle Shakespearovy hry). Tak vznikla také konečná podoba monumentální Fantastické symfonie.

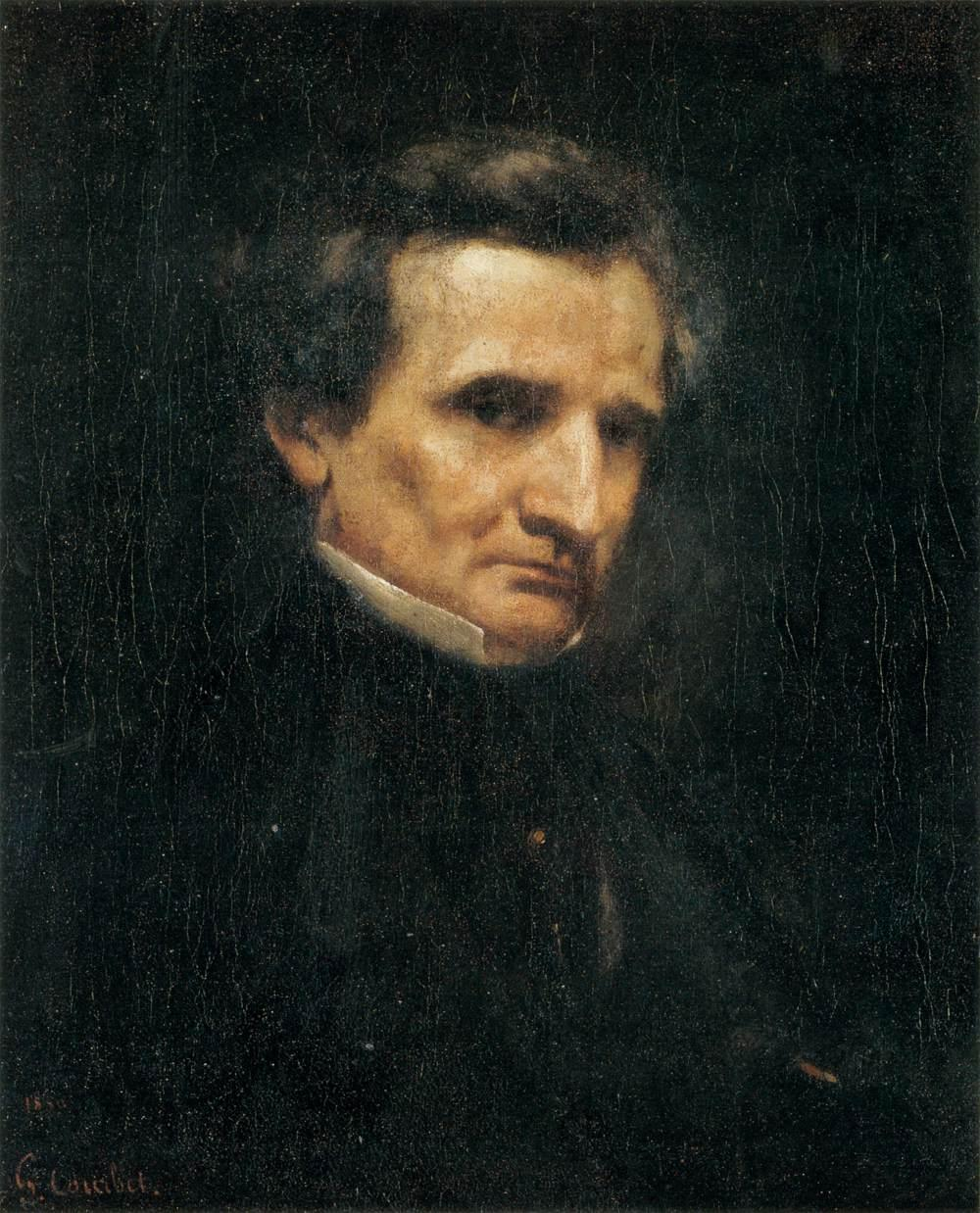
Gustave Courbet, Hector Berlioz (1850)

Po svém návratu do Francie se opět setkal s Harrietou Smithson. Tentokrát byly jejich city oboustranné, a tak za rok slavili svatbu. Tento pouze civilní obřad se konal 3. října 1833 na britském velvyslanectví v Paříži a jedním ze svědků byl skladatel a klavírní virtuóz Ferenc Liszt. Brzy poté se manželům narodil jediný syn Louis. Manželství však nebylo šťastné.
V roce 1837 složil Berlioz na objednávku francouzského státu nejdůležitější ze svých několika hudebně-liturgických děl
Grande Messe des Morts („Velká mše za mrtvé“). Je více známá pod názvem „Rekviem“. Tato kompozice má v seznamu Berliozových děl číslo 5, ačkoliv vznikla později než „Fantastická symfonie“ s číslem 14.
Přes své úspěchy jako skladatel nemohl Berlioz v průběhu své kariéry dosáhnout hudební kompozicí dostatečných příjmů. Byl proto nucen věnovat se v letech 1832 až 1864 také intenzivnímu psaní hudebních kritik pro známý deník Journal des débats. Tuto práci označoval sice za robotu, která ho odváděla od vlastní tvořivé činnosti, na druhé straně však měl díky tomuto mocnému listu určitou oporu proti odpůrcům svých hudebních zásad a získal značný vliv na soudobý hudební vkus.
Ačkoliv Berliozova hudba stále ve Francii nenacházela ohlas odpovídající jejímu dnešnímu významu, byla nadšeně přijímána v ostatních částech Evropy, dokonce i v konzervativní Anglii a také v Německu a v Rusku. Berlioz byl, kromě jiného, oceňován pro svou barvitou a nápaditou orchestrální instrumentaci. Jeho geniální orchestrální úpravy byly intuitivním, originálním a nejtrvalejším přínosem k vývoji hudební tvorby. Své teorie vložil do knihy Grand traité d'instrumentation et d'orchestration moderne („Velké pojednání o moderní instrumentaci a orchestraci“), vydané v roce 1844.
Po dokončení oper Les Troyans („Trójané“) a Béatrice et Bénédict se Berlioz soustředil především na spisovatelskou činnost (sepsal mj. své známé paměti) a na pořádání hudebních festivalů.

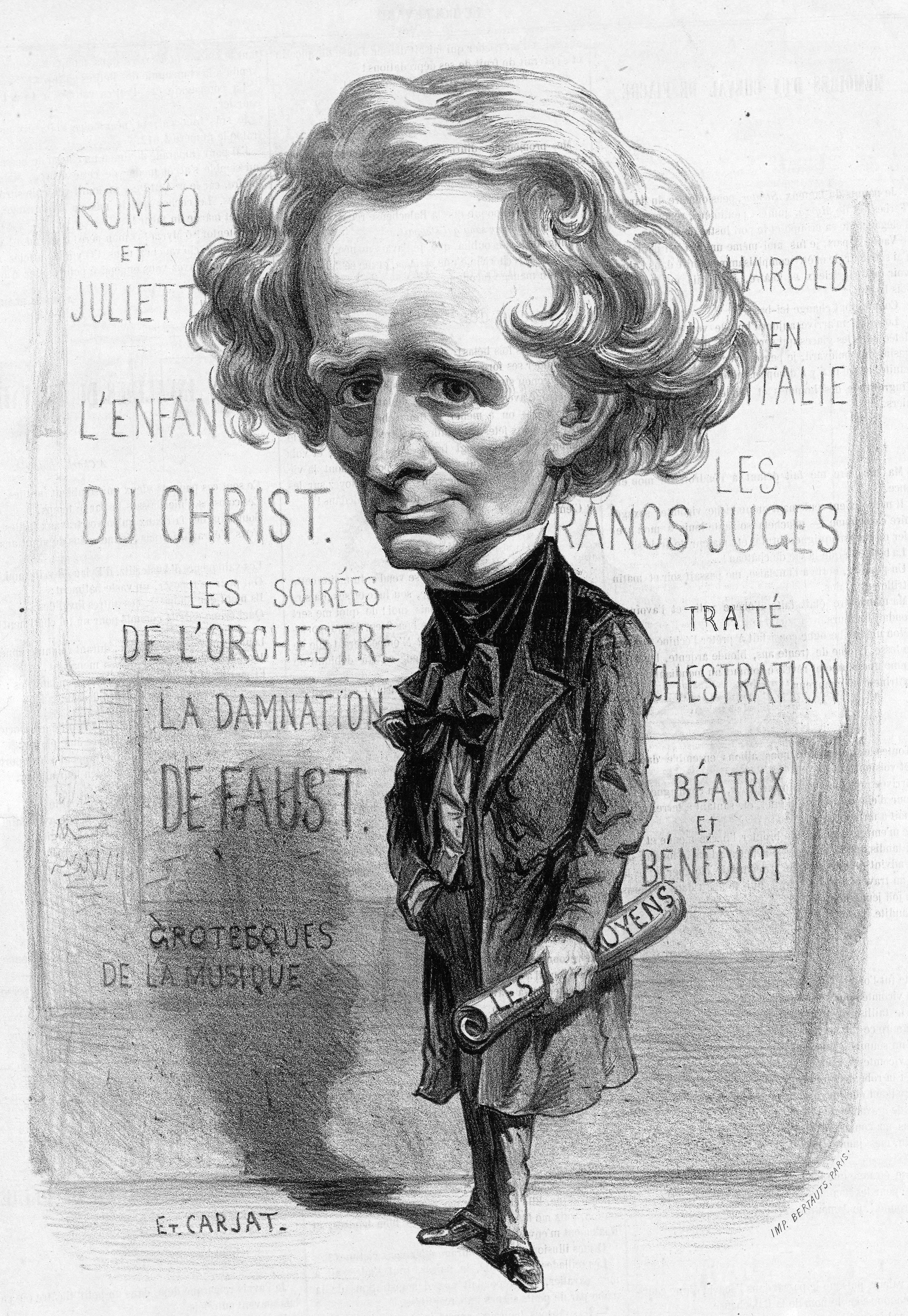
Étienne Carjat: Hector Berlioz, karikatura, 1863

### Poslední roky a smrt
Berliozova druhá žena Marie Recio zemřela v roce 1862. Berlioz, kterému bylo již 59 let, se sice brzy – a to na hřbitově ve čtvrti Montmartre – seznámil s tehdy teprve 24letou ženou známou pouze pod křestním jménem Amélie, a měl s ní poté blízký vztah. Tento vztah nevydržel dlouho a v roce 1863 byl přes Berliozovo zoufalství na žádost Amélie ukončen. Amélie však tehdy byla již těžce nemocná a Berlioz se dozvěděl o její smrti až po šesti měsících.
O čtyři roky později definitivně zlomila Berlioze psychicky ztráta jeho syna Louise, lodního kapitána. Jeho vlastní zdraví se začalo rychle zhoršovat. V roce 1868 ještě znovu navštívil Rusko. 8. března 1869 zemřel ve věku pětašedesáti let.

## Význam
Kromě toho, že Hector Berlioz byl mistrem instrumentace (v roce 1844 napsal nauku o tomto oboru, jež byla přeložena do mnoha jazyků), jeho význam spočívá hlavně v užití tzv. idée fixe, neboli „utkvělé hudební myšlenky“, jež se prolíná celou skladbou.

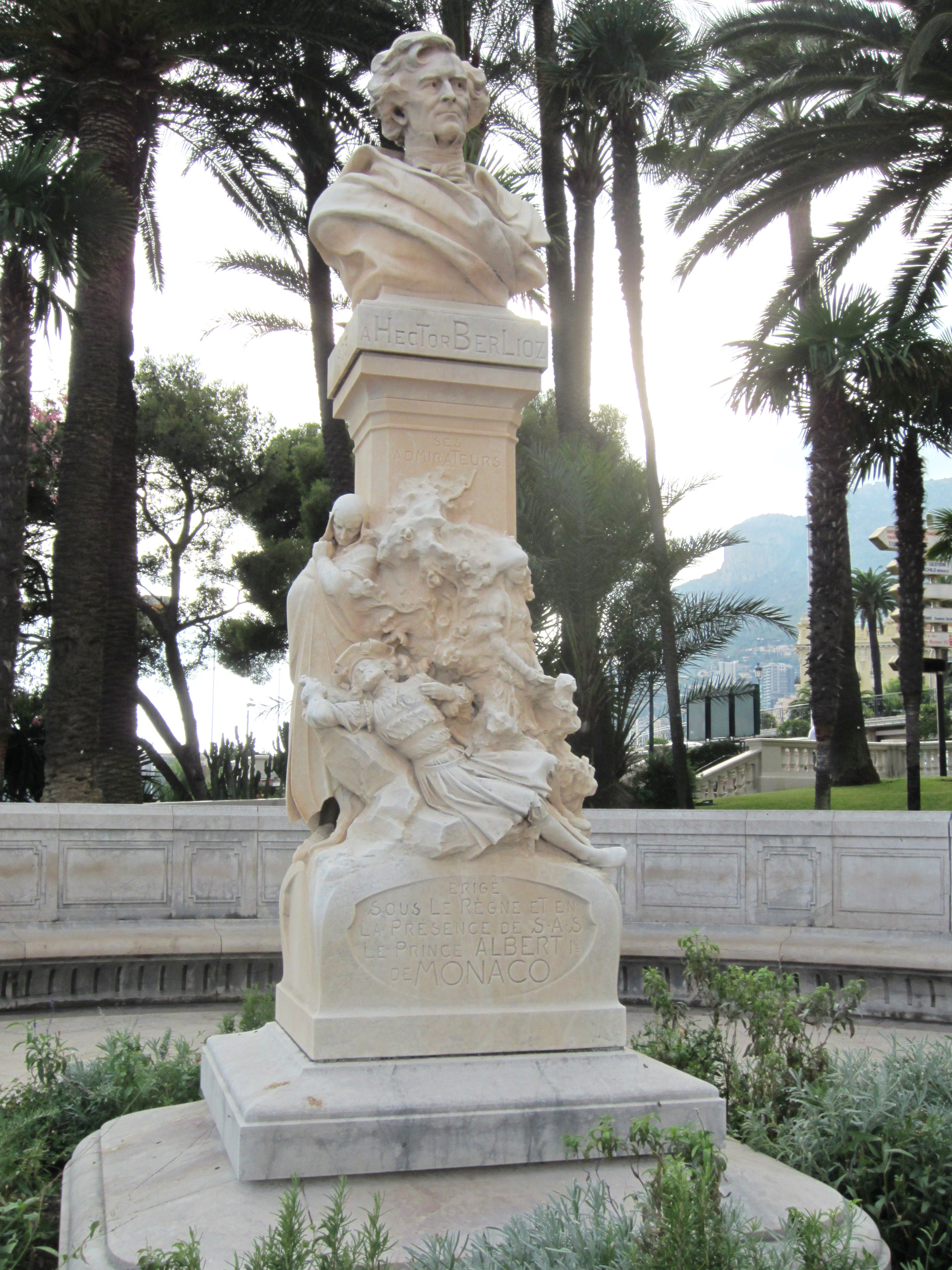
Berliozův pomník v Monte Carlu

Hector Berlioz přesně vyhovoval pojetí romantického umělce 19. století – nekonvenční, vzpurný, impulzivní a vysoce citlivý. Podle romantického ideálu umění a života odrážela hudba tohoto skladatele jeho temperament. Z jeho díla jsou známé především „Fantastická symfonie“ a také „Velká mše za mrtvé“ (Rekviem). Řada dalších jeho významných skladeb je dostatečně doceňována teprve dnes.

## Seznam děl
- Opus 1: Huit Scènes de Faust (Osm scén z Fausta, základ pozdějšího Faustova prokletí – opery La damnation de Faust)
- Opus 1: Waverley-Ouverture
- Opus 2: Le ballet des ombres (Balet stínů, 1829)
- Opus 2b: Irlande: Mélodies irlandaises (Irské melodie), písně (1829)
- Opus 3: Les francs-juges (Soudcové fémy), ouvertura, nedokončená opera (1826/34)
- Opus 4: Le Roi Lear (Král Lear), ouvertura (1831)
- Opus 5: Grande messe des morts (Rekviem) (1837)
- Opus 6: Le cinq mai (Pátý květen, 1831/35)
- Opus 7: Les nuits d'été (Letní noci, 1840/41)
- Opus 8: Rêverie et Caprice (Snění a kaprice, 1841)
- Opus 9: Le carnaval romain (Římský karneval), ouvertura (1843/44)
- Opus 10: Traité d'instrumentation (Pojednání o instrumentaci)
- Opus 11: Sarao la baigneuse (Sarao v lázni, 1834)
- Opus 12: La Captive (Zajatkyně, 1832)
- Opus 13: Fleurs des landes (1850)
  - 3: Letons (1835)
- Opus 14: Symphonie fantastique, épisode de la vie d'un artiste (Fantastická symfonie, epizoda ze života umělce (1830)
- Opus 14b: Lélio ou Le retour à la vie (Lélio či návrat do života, 1831)
- Opus 15: Grande Symphonie funèbre et triomphale (Velká symfonie smuteční a triumfální) (1840)
- Opus 16: Harold en Italie (Harold v Itálii) symfonie, (1834)
- Opus 17: Roméo et Juliette (Romeo a Julie), dramatická symfonie (1839)
- Opus 18: Tristia (Smutky, 1849)/
  - 1: Méditation religieuse (Náboženská meditace, 1831)
  - 2: La mort d'Ophélie (Smrt Ofélie, 1842)
- Opus 19: Feuillets d'album (Lístky z alba, 1850)
  - 1: Zaide (1845)
  - 2: Les champs (Pole, 1834)
  - 3: Chant des chemins de fer (Zpěv železnic, 1846)
  - 4: Prière du matin (Ranní modlitba, 1846)
  - 5: La belle Isabau (Krásná Isabel, 1843)
  - 6: Le chasseur danois (Dánský lovec, 1844)
- Opus 20: Vox populi (1849)/
  - 1: La Menace des Francs (Hrozba Franků, 1848)
  - 2: Hymne à la France (Hymna na Francii, 1844)
- Opus 21: Le Corsaire (Korzár), ouvertura (1844)
- Opus 22: Te Deum (1848)
- Opus 23: Benvenuto Cellini , opera (1834/38)
- Opus 24: La damnation de Faust (Faustovo prokletí), dramatická legenda (1845/46)
- Opus 25: L'Enfance du Christ, Trilogie sacrée (Dětství Ježíšovo), oratorium (1850–1854)
  - Le songe d'Hérode (Herodův sen, 1854)
  - La Fuite en Égypte (Útěk do Egypta, 1850–1853)
  - L'Arrivée à Sais (Příchod do Sais, 1853–1854)
- Opus 26: L'Impériale (1854)
- Opus 27: Béatrice et Bénédict (česky dřív překládáno i jako Blažena a Beneš), na motivy Shakesperova Mnoho povyku pro nic, opera, (1860–1862)
- Opus 28: Le Temple universel (Univerzální chrám, 1861)
- Opus 29: Les Troyens ou La prise de Troie, Les Troyens à Carthage, Trójané (opera) (1856–1858)
  - 29a La Prise de Troie /Dobytí Tróje)
  - 29b Les Troyens à Carthage (Trojané v Kartágu)